# Lachlan Watson
Lachlan Watson   (Raleigh, 12 d'abril de 2001) és una personalitat estatunidenca, coneguda pel seu rol en l'àmbit de l'actuació en interpretar Theo Putnam a la sèrie original de Netflix Chilling Adventures of Sabrina.

## Vida personal
Watson nasqué el 12 d'abril de 2001 i es va criar a Raleigh, Carolina del Nord. Va rebre el seu diploma de batxillerat a través d'un programa d'educació a casa el 2018.
Watson es defineix de gènere no-binari i pansexual i s'autodesigna amb el pronom neutre they en anglès. Es declara feminista.
El novembre de 2018, Watson va aparéixer en una producció de Netflix titulada What I Wish You Knew: About Being Nonbinary, on va parlar de la identitat de gènere amb les també celebritats no-binàries Jacob Tobia, Liv Hewson i Shiva Raichandani.

## Carrera
Watson va començar a actuar, en la seua infantesa, al Burning Coal Theatre, on treballava sa mare. Va créixer la seua activitat en l'escena del teatre Triangle i va aconseguir xicotets papers als programes de televisió Nashville i Drop Dead Diva. El 2015, va actuar a la producció del Raleigh Little Theatre de Much Ado About Nothing de William Shakespeare.
El 2016, Watson va obtenir un paper habitual a la sèrie original de Netflix Chilling Adventures of Sabrina després d'una trucada de càsting a tot el país on va enviar una audició gravada. Watson hi interpreta un noi transgènere anomenat Theo Putnam (anteriorment "Susie"). Watson va declarar que va utilitzar la seua experiència personal per a donar forma al personatge i per a influir en la manera com s'escriu la història del mateix per tal de ressonar amb els espectadors de dissidents de gènere. En el moment del debut a la sèrie, Watson destacava com una de les personalitats autoidentificades com a no-binàries més jóvens de Hollywood.
A l'esdeveniment en línia "Future of Gaming" de Sony Interactive Entertainment per a PlayStation 5 el juny de 2020, es va revelar que Watson prestaria la veu al protagonista antropomòrfic, Fang, al proper videojoc de 2022 Goodbye Volcano High. El juny de 2022, es va revelar que interpretaria Glen / Glenda a la temporada 2 de Chucky.